# Halvor Birkeland
Halvor Olai Birkeland (Austevoll, 30 de octubre de 1894-Bergen, 26 de junio de 1971) fue un deportista noruego que compitió en vela en la clase 12 Metre. Fue hermano del también regatista Rasmus Birkeland.
Participó en los Juegos Olímpicos de Amberes 1920, obteniendo una medalla de oro en la clase 12 Metre.

## Palmarés internacional
| Juegos Olímpicos | Juegos Olímpicos  | Juegos Olímpicos | Juegos Olímpicos        |
| Año              | Lugar             | Medalla          | Clase                   |
| ---------------- | ----------------- | ---------------- | ----------------------- |
| 1920             | Amberes (Bélgica) | Medalla de oro   | 12 Metre (sistema 1907) |